# Alfons Demming

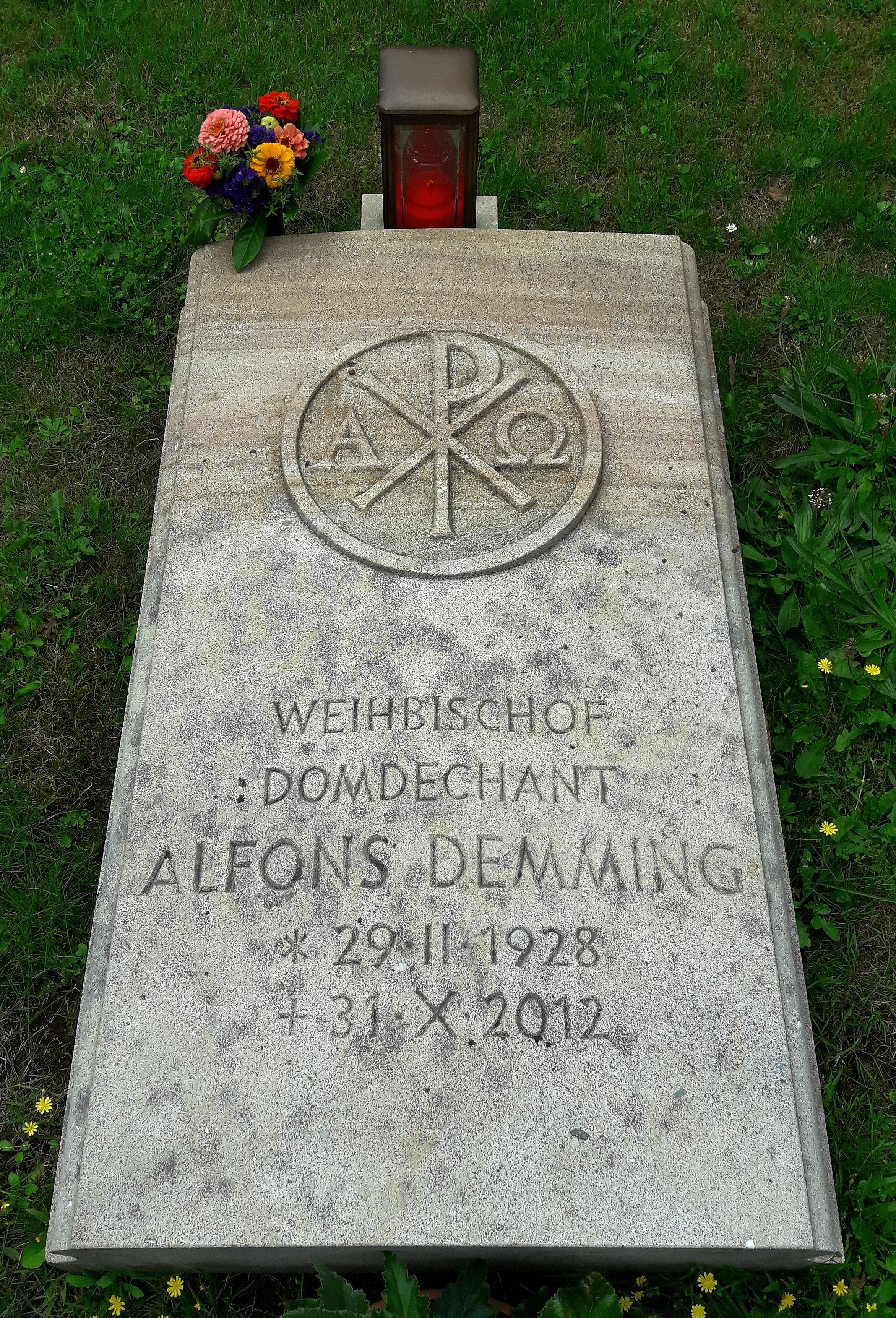
Grab von Weihbischof Alfons Demming im Kreuzgang des Domes zu Münster/Westfalen, Deutschland

Alfons Demming (* 29. Februar 1928 in Südlohn; † 31. Oktober 2012 in Münster) war ein deutscher Geistlicher und Weihbischof im Bistum Münster.

## Leben
Alfons Demming war sechster von sieben Söhnen aus der Ehe des Malermeisters Franz Demming und seiner Frau Elisabeth. Sein zweitjüngster Bruder war Pfarrer in Bork bei Lüdinghausen.
Demming studierte Philosophie am damaligen Konvikt Pius-Colleg und katholische Theologie an der Albert-Ludwigs-Universität Freiburg und wurde 1950 Mitglied der katholischen Studentenverbindung K.D.St.V. Hohenstaufen Freiburg im Breisgau im CV. Bei der AV Alsatia Münster im selben Dachverband war er Ehrenmitglied. Er empfing am 21. Dezember 1953 die Priesterweihe durch den Münsteraner Bischof Michael Keller und war zunächst als Kaplan in St. Jakobi in Coesfeld und St. Joseph in Selm tätig. 1959 wurde er Präses und Leiter des Pius-Colleg in Coesfeld, einem damaligen Jungeninternat, das er zum Bischöflichen Aufbaugymnasium (heute: St.-Pius-Gymnasium Coesfeld) ausbaute. 1968 wurde er Pfarrer in Altenberge, Borghorst und Steinfurt. 1970 und 1976 wurde er zum Dechanten gewählt.
Papst Paul VI. ernannte ihn 1976 zum Titularbischof von Gordus und bestellte ihn zum Weihbischof im Bistum Münster. Er war als Regionalbischof für die Region Borken/Steinfurt verantwortlich. Die Bischofsweihe am 9. Januar 1977 spendete ihm der Bischof von Münster, Heinrich Tenhumberg; Mitkonsekratoren waren die Münsteraner Weihbischöfe Laurenz Böggering und Max Georg Freiherr von Twickel. Sein bischöflicher Wahlspruch war „Freut euch, wir sind Gottes Volk“.
1979 wurde er Domkapitular und 1987 Domdechant am St.-Paulus-Dom in Münster. In der Deutschen Bischofskonferenz gehörte er der Kommission für Seelsorgefragen an. Er ist Gründer der Stiftung „Afrikahilfe“.
Sein gesundheitsbedingtes Rücktrittsgesuch nahm Papst Johannes Paul II. am 30. April 1998 an. Am 20. Januar 2002 wurde im Münsteraner Dom das silberne Bischofsjubiläum im Beisein von Bischof Reinhard Lettmann begangen. Er starb nach langer Krankheit an den Folgen eines Herz- und Nierenleidens.